# Набуль (вилайет)
На́буль (араб. ولاية نابل‎) — вилайет на северо-востоке Туниса.
- Административный центр — город Набуль.
- Площадь — 2 788 км², население — 723 800 человек (2007 год).

## География
Вилайет находится на полуострове Эт-Тиб. На западе граничит с вилайетом Бен-Арус, на юго-западе с вилайетом Загван, на юге с вилайетом Сус. Омывается водами Средиземного моря: на севере Тунисский залив, на юге залив Хаммамет.

## Административное деление
Вилайет Набуль делится на 16 округов:
| Округа | Население на 2004 год (человек) |
| --- | ------------------------------- |
| Бени-Халлед (Béni Khalled) | 33 897                          |
| Бени-Хияр (Béni Khiar) | 35 565                          |
| Бу-Аргуб (Bou Argoub) | 27 846                          |
| Дар-Шаабан (Dar Châabane El Fehri)                                                                                                  | 39 477                          |
| Эль-Хавария (El Haouaria) | 39 378                          |
| Эль-Мида (El Mida) | 23 667                          |
| Громбалия (Grombalia) | 55 489                          |
| Хамман-эль-Гезаз (Hammam El Guezaz)                                                                                                 | 14 324                          |
| Хаммамет (Hammamet) | 95 468                          |
| Келибия (Kélibia) | 53 648                          |
| Корба (Korba) | 60 564                          |
| Мензель-Бу-Зельфа (Menzel Bouzelfa)                                                                                                 | 33 599                          |
| Мензель-Темим (Menzel Temime) | 59 463                          |
| Набуль (Nabeul) | 59 490                          |
| Солиман (Soliman) | 41 846                          |
| Такелса (Takelsa) | 20 169                          |
| Источник: Institut national de la statistique Рус. написание по: Тунис. Справочная карта. Масштаб 1:1 000 000. Роскартография, 2004 |                                 |